# Teodoro Kalaw

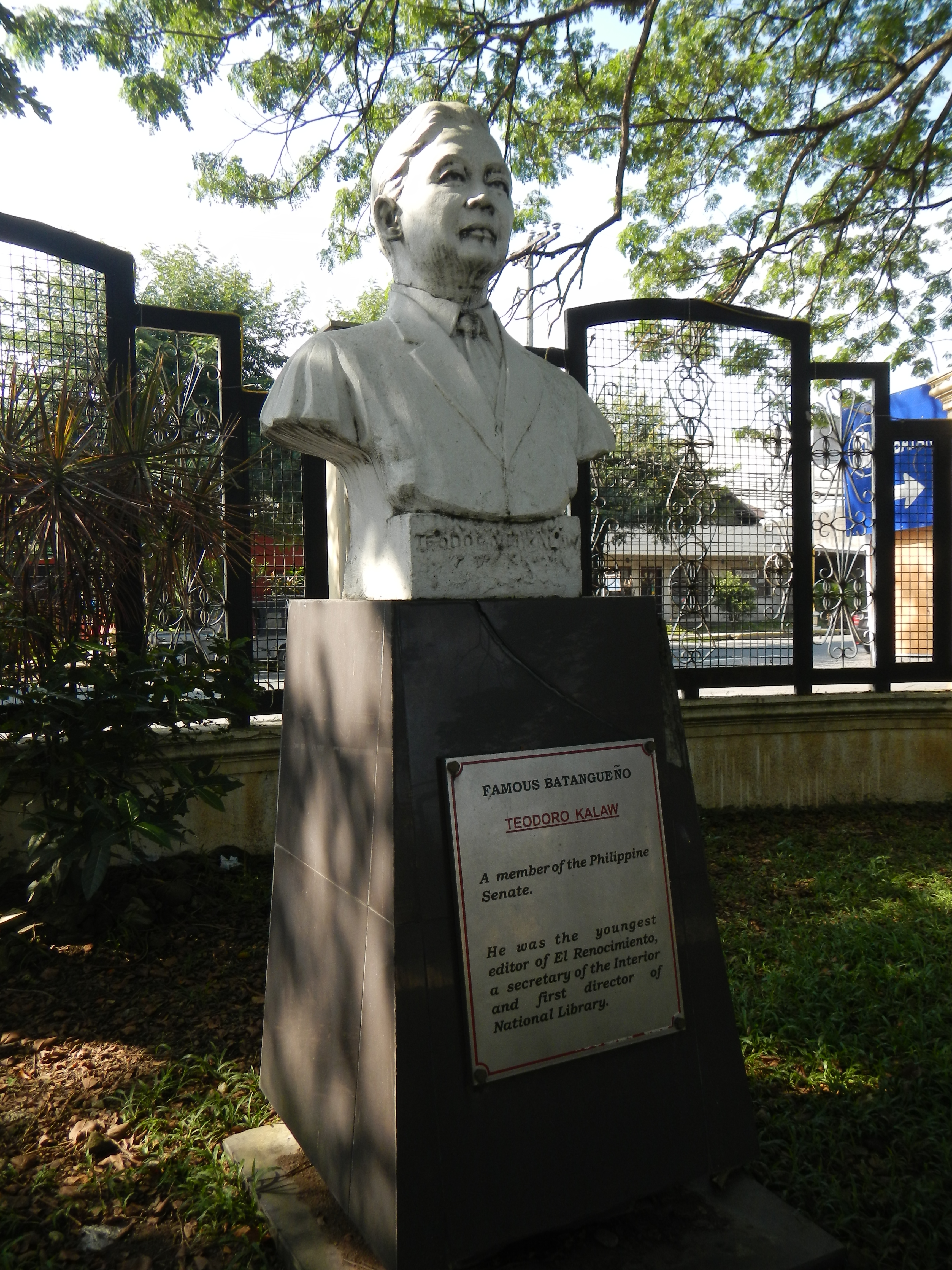
Teodoro Kalaw

Teodoro M. Kalaw (Lipa, 31 maart 1884 - Manilla, 4 december 1940) was een Filipijns schrijver, bestuurder en politicus

## Biografie

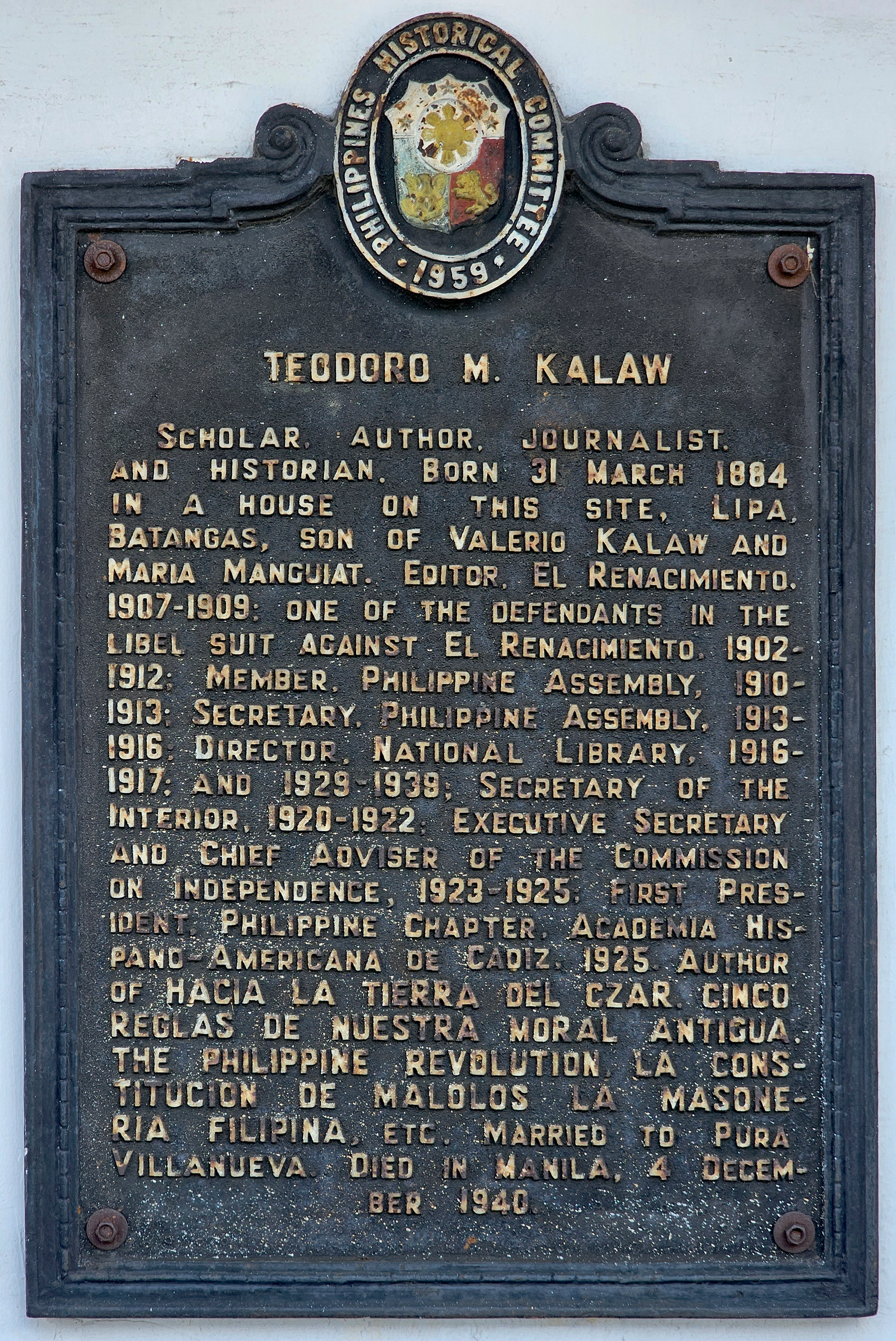
Gedenkplaat

Teodoro Kalaw werd geboren op 31 maart 1884 in Lipa in de provincie Batangas. Zijn ouders waren Valerio Kalaw en Maria Manguiat. Hij behaalde een bachelor of arts-diploma aan het Liceo de Manila en studeerde daarna rechten aan de Escuela de Derecho, welke hij in 1905 afrondde. Na zijn afstuderen gaf hij les aan de Escuela de Derecho. In 1907 slaagde hij als beste van zijn jaar voor het toelatingsexamen van de Filipijnse balie. Datzelfde jaar werd hij aangesteld als redacteur van El Renacimiento Filipino, een krant waarvoor hij al sinds zijn studietijd werkte als verslaggever. In zijn redactionele artikelen verdedigde hij de rechten van de Filipijnse bevolking en viel hij het corrupte Amerikaanse koloniale bewind aan. In 1908 vergezelde hij afgevaardigde Manuel Quezon als secretaris op een reis naar Rusland en Europa. Na zijn terugkeer hervatte hij zijn werk als redacteur tot de krant wegens een aanklacht voor smaad door minister van binnenlandse zaken Dean C. Worcester werd opgeheven. Kalaw en de uitgever Martin Ocampo werden in eerste instantie ook veroordeeld tot een gevangenisstraf. Deze straf werd hun echter door gouverneur-generaal Francis Harrison kwijtgescholden.
Daarna doceerde hij opnieuw aan de Escuela de Derecho tot hij in 1910 werd hij gekozen als lid van de Filipijnse Assemblee namens het eerste kiesdistrict van Batangas. In zijn periode als afgevaardigde werd hij getroffen door een ziekte waardoor hij zijn linkerbeen verloor. Na zijn termijn was hij van 1912 tot 1916 secretaris van het Filipijnse Assemblee. Toen in 1916 de Jones Law werd aangenomen en daarop diverse ministeries werden opgericht, werd Kalaw benoemd tot onderminister van Binnenlandse Zaken. Tevens was hij van 1916 tot 1917 een jaar lang directeur van het National Museum and Library. In 1920 volgde een promotie tot minister. Twee jaar lang was hij minister van Binnenlandse Zaken totdat hij op 21 december 1922 zijn ontslag aanbood aan de Amerikaanse gouverneur-generaal van de Filipijnen Leonard Wood.
Na zijn ontslag was hij Executive Secretary en belangrijkste adviseur van de Commission of Independence. Na 1926 was hij weer actief als journalist. Zo was hij columnist voor La Vanguardia en schreef hij redactionele stukken in La Opinion en El Debate. Vanaf 1929 was hij opnieuw directeur van het National Museum and Library totdat hij in 1939 vanwege zijn slechte gezondheid moest stoppen. Kalaw stond ook bekend als een begenadigd schrijver. Hij schreef boeken, artikelen en pamfletten in het Engels, Tagalog en Spaans. In zijn periode als directeur van het National Museum and Library schreef hij vele veel historisch werk. Het laatste boek dat hij schreef was zijn autobiografie, dat in 1965 werd gepubliceerd met de titel 'Aid-de-Camp to Freedom.
Kalaw overleed in 1940 op 56-jarige leeftijd in het Philippine General Hospital in Manilla. Hij was getrouwd met Pura Villanueva-Kalaw. Samen kregen ze vier kinderen: senator Maria Kalaw-Katigbak, zakenman Teodoro Kalaw jr., kunstenares Purita Kalaw-Ledesma en zangeres Evelina Kalaw-Pines.